# بني قيران (جحانة)

تعديل مصدري - تعديل

بني قيران هي إحدى قرى عزلة اليمانية السفلى بمديرية جحانة التابعة لمحافظة صنعاء، بلغ تعداد سكانها 321 نسمة حسب تعداد اليمن لعام 2004.